# Metro van Stockholm
De metro van Stockholm (Zweeds: Stockholms tunnelbana) is een belangrijke vorm van openbaar vervoer in de Stockholmse agglomeratie en is bij Zweden beter bekend onder de naam Tunnelbana, of T-Bana. De eerste lijn werd op 1 oktober 1950 officieel geopend. De beheerder van het metrosysteem is Storstockholms Lokaltrafik (SL), een bedrijf dat voor 100% eigendom is van de provincie Stockholm. SL heeft Veolia Transport tot 1 november 2009 gecontracteerd voor de exploitatie. De exploitatie wordt sinds 2 november 2009 uitgevoerd door MTR Corporation (MTR). Het hoofdstation is T-Centralen, waarin 3 lijnen samenkomen. 
De metro van Stockholm rijdt links. Dit is een erfenis uit de tijd van voor 3 september 1967, toen in Zweden het wegverkeer (en dus ook het tramverkeer) links reed. De ondergrondse stations van de blauwe route liggen vrij diep en zijn uit de rotsen uitgehakt. Door het reliëf van de stad gaat de metro soms ook op hoge bruggen met mooi uitzicht.

## Geschiedenis

### Premetro
De oorsprong van de Stockholmse metro ligt bij een project, dat we tegenwoordig als premetro zouden aanmerken, uit de jaren dertig van de twintigste eeuw. In 1931 werd begonnen met de bouw van de tunnel onder Södermalm onder de naam Tunnelbanan. De lijn met drie stations werd aangelegd met het idee om de in 1930 geopende Örbybanan (lijn 19) te kunnen doortrekken naar het centrum. Hierbij zouden dan ook de sneltrams van de Enskedebanan (lijn 8) uit 1909 het traject kunnen gebruiken. De opening vond plaats op 30 september 1933, maar de verbinding met de Örbybanan kwam pas in 1946 tot stand en tot die tijd moesten de trams over straat om het zuiden te bereiken. In 1934 volgde een vrije trambaan aan de westkant van de stad naar Alvik.
In 1941 besloot de Stockholmse gemeenteraad definitief tot de aanleg van de metro, waarbij de lijn naar Alvik en de tunnel uit 1933 aan elkaar verbonden zouden worden. De aanleg van de verlenging ten westen van Alvik, de Änbybanan, werd meteen ter hand genomen en deze premetro werd op 1 oktober 1944 geopend. In 1946 werd de Skanstullbrug voltooid en op 3 september werd station Johanneshov, het huidige Gullmarsplan, geopend. Hiermee was de verbinding tussen Slussen en het zuidelijke tramnet een feit, waarna de ombouw tot metro begon. Vanaf 1950 werd de lijn naar de westelijke tuinsteden omgebouwd tot metro en verlengd tot Vällingby.

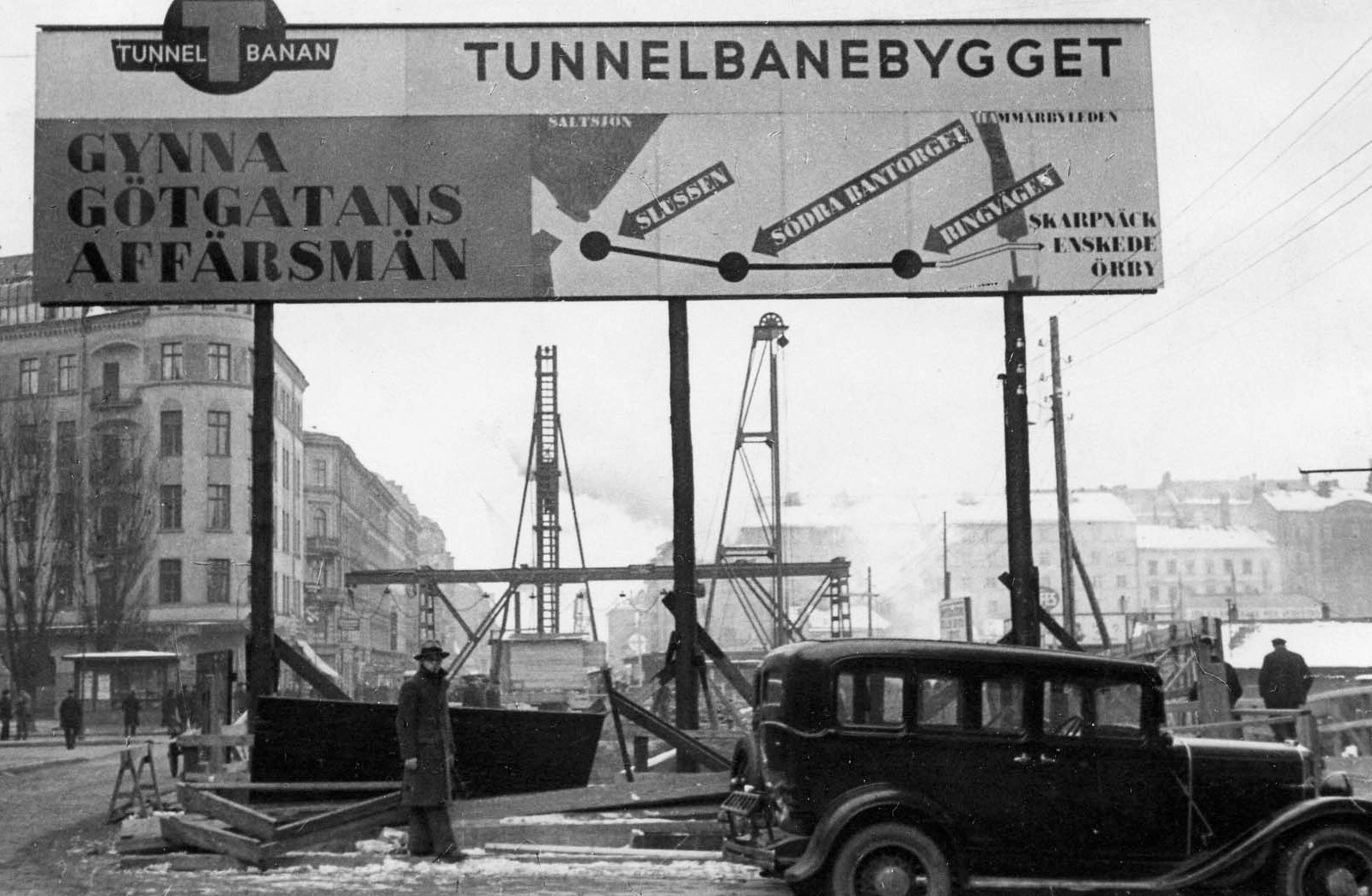
De tunnel onder Södermalm in aanbouw
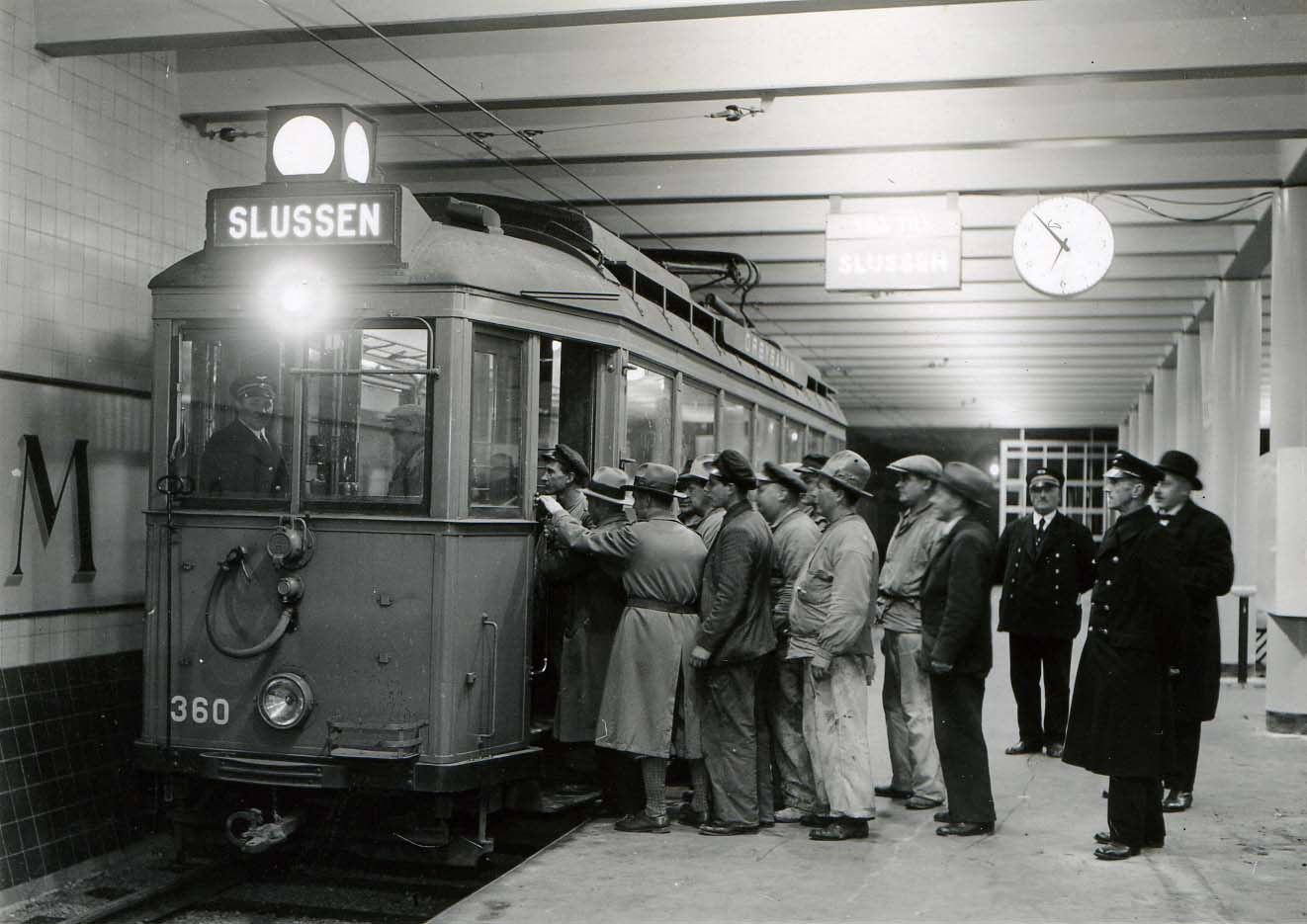
De premetro in station Ringvägen op 8 september 1933
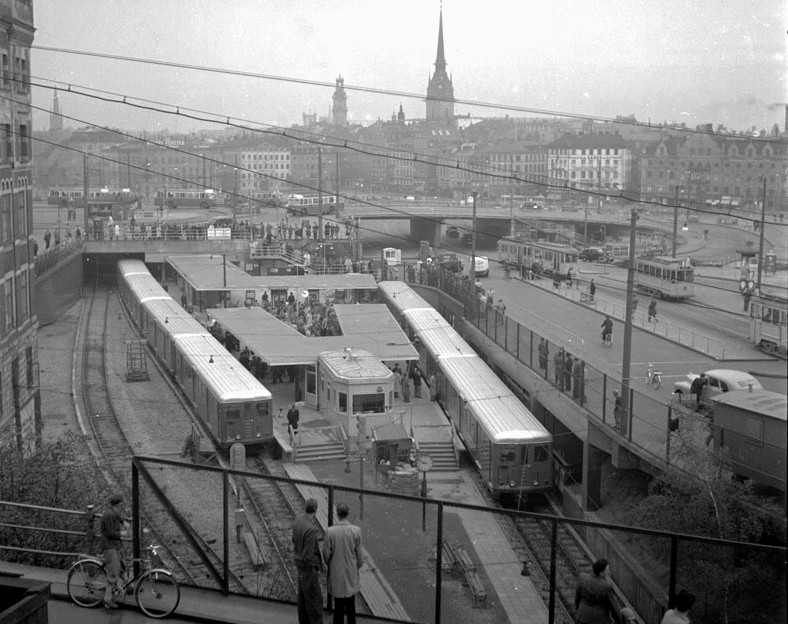
De openingsceremonie van de Tunnelbana op 1 oktober 1950 te Slussen

### Metro
De eerste metrodienst (T18) startte op 1 oktober 1950 tussen Slussen en Hökarängen, over het traject van de omgebouwde en deels verlegde Enskedebanan. De ombouw van de Örbybanan werd pas op 9 september 1951 voltooid en dus reden bijna een jaar lang zowel sneltrams als metro's door de tunnel. In 1952 werd de metro naar de westelijke tuinsteden geopend en in 1957 werden de beide delen aan elkaar gekoppeld met een tunnel onder het centrum en de oude binnenstad. Samen met de omgebouwde takken van de sneltram in de zuidelijke voorsteden vormde dit de Groene route met twee lijnen van Noord-West naar Zuid. Toen in 1957 de verbindende metrotunnel tussen Slussen en T-Centralen werd gebouwd, werd op het laatste moment besloten om deze met vier in plaats van twee sporen uit te voeren. Dit werd destijds door velen als weggegooid geld beschouwd, maar slechts 10 jaar later, bij het bouwen van de rode lijn, heeft dit erg veel geld bespaard. In 1958 volgde de oostelijkste tak als derde lijn van de groene route.
In de periode 1964-'67 volgde de Rode route met twee lijnen van Zuid-West naar Noord-Oost. Het plan was de hele tijd dat de trams in Stockholm om reden van efficiency vervangen zouden worden door de metro en toen Zweden op 3 september 1967 (Dagen H) overging naar rechts rijden op de weg en tegelijk het grootste deel van de rode lijn werd geopend, reed ook de laatste tram door de straten van Stockholm. 25 jaar later zou de tram weer terugkeren in het straatbeeld, eerst als museumtram naar Djurgården (Djurgårdslinjen), tegenwoordig ook als moderne lagevloertram.
In 1975 werd de "Blauwe route" met twee lijnen van Noord naar Zuid-Oost geopend. Tussen Hallonbergen en Kista op de blauwe lijn bevindt zich een "spookstation". Hier is namelijk de ruwbouw te zien van het destijds geplande station "Kymlinge", maar de bijbehorende woonwijk werd nooit gebouwd en het metrostation dus ook nooit afgebouwd.
Oorspronkelijk was gepland dat de rode route doorgetrokken zou worden naar Lidingö en verder naar een nieuw te bouwen voorstad, middels ombouw van de Lidingöbanan. Ook zou de blauwe route doorlopen tot het zuidoostelijk gelegen Nacka. Deze plannen zijn destijds niet doorgegaan omdat de behoefte aan grote nieuwe nieuwbouwwijken met hoge bevolkingsdichtheid (die een metrosysteem rendabel kunnen maken) afnam in de jaren 80 en vanwege weerstand van de betrokken randgemeenten.

## Techniek
De treinstellen worden gevoed via een derde rail met een gelijkspanning van 650 volt. Er zijn voorbereidingen getroffen voor een eventuele toekomstige overgang naar 750 V.
Er zijn drie hoofdmodellen van voertuigen. Het oudere model (C1 t/m C15) is oorspronkelijk ontwikkeld in 1948 naar model van de metro van New York. Deze hadden oorspronkelijk in een karakteristieke groene kleur, maar werden rond 1980 geleidelijk blauw geschilderd. Sinds 1997 wordt echter een geheel nieuw ontwikkeld voertuigtype gebruikt (C20), gebaseerd op langere gelede wagens. Sinds 2020 is het nieuwste type, model C30, in gebruik. Daarmee zijn de oudere modellen (C1 t/m C15) niet meer in gebruik.
Een volledige metrotrein op volle lengte bestaat uit 8 rijtuigen van de oude type of 3 metrostellen van het nieuwere type en is circa 145 meter lang. Er wordt momenteel (2007) gereden met 271 rijtuigen van het nieuwere type en 250 rijtuigen van het type uit de jaren 70-80. In een metrostel (3 rijtuigen) van het nieuwere type (C20) kunnen 1200 personen mee, waarvan 378 zittend. De voertuigen hebben een breedte van 2.800 mm, afgeleid van de beschikbare ruimte tussen de pijlers onder de oude brug St. Eriksbron.
Oorspronkelijk werden de metrotreinen bediend door twee personen: De bestuurder en een treinwacht die de deuren bediende. Sinds 1980 worden de treinen door alleen de bestuurder bediend. Het nieuwere model materieel is geheel voorbereid op automatische besturing, echter voor het invoeren hiervan zijn op dit moment geen concrete plannen.
De maximumsnelheid van de metrotreinen is 70 km/h op de groene lijn en 80 km/h op de rode en de blauwe lijn. De nieuwere treinstellen kunnen tot 90 km/h rijden, maar hiervan wordt nog geen gebruik gemaakt.

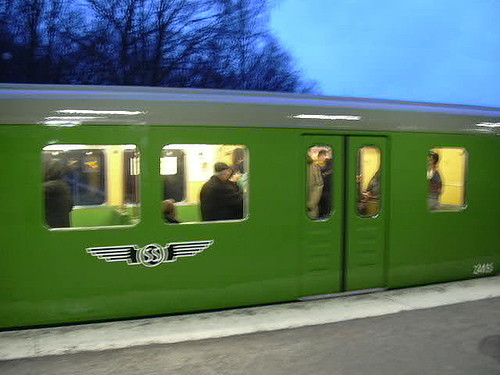
Het oorspronkelijke metromaterieel uit omstreeks 1950
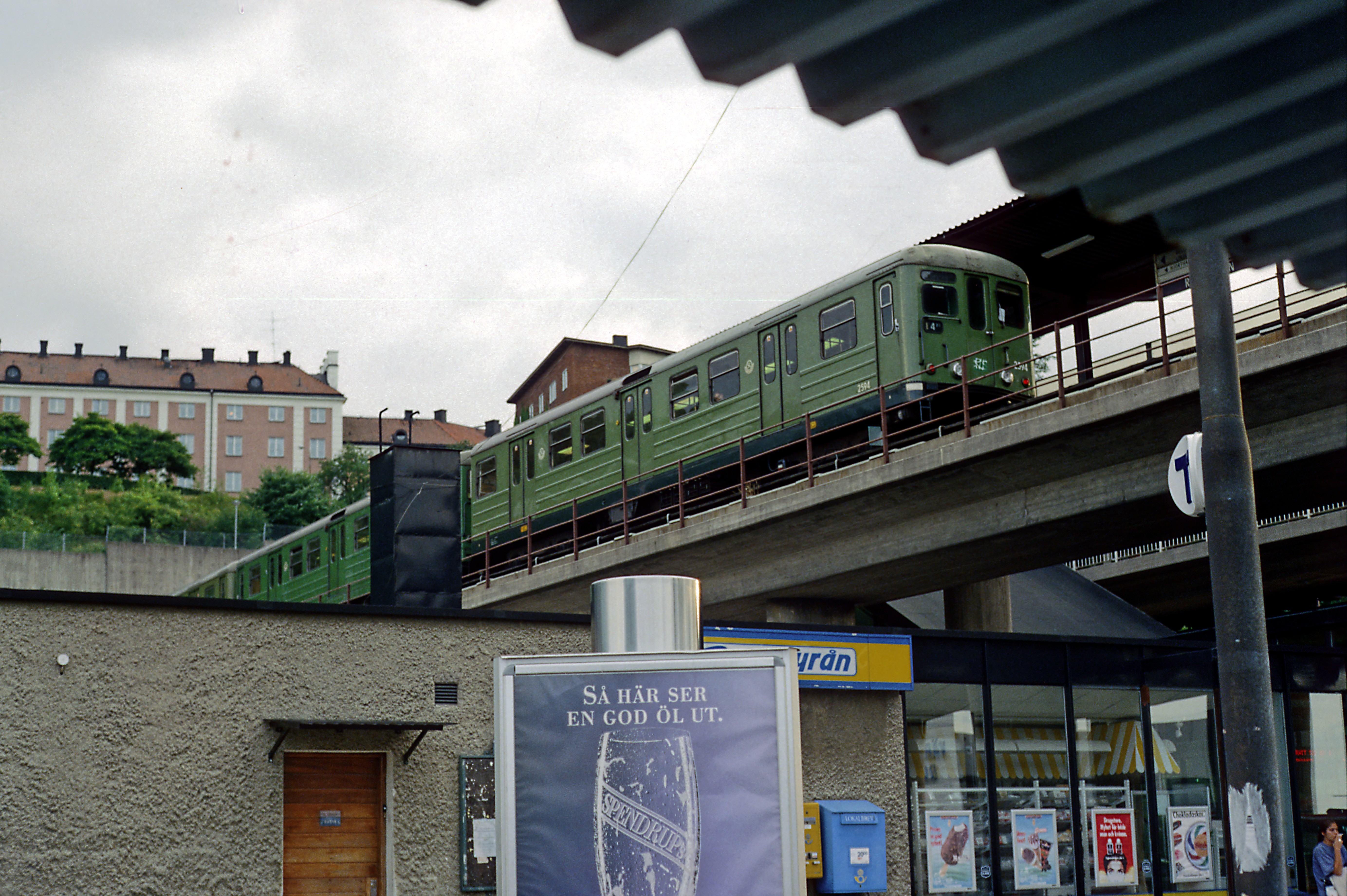
Een groene trein (C4) op lijn 13 in het station Ropsten; juli 1992.
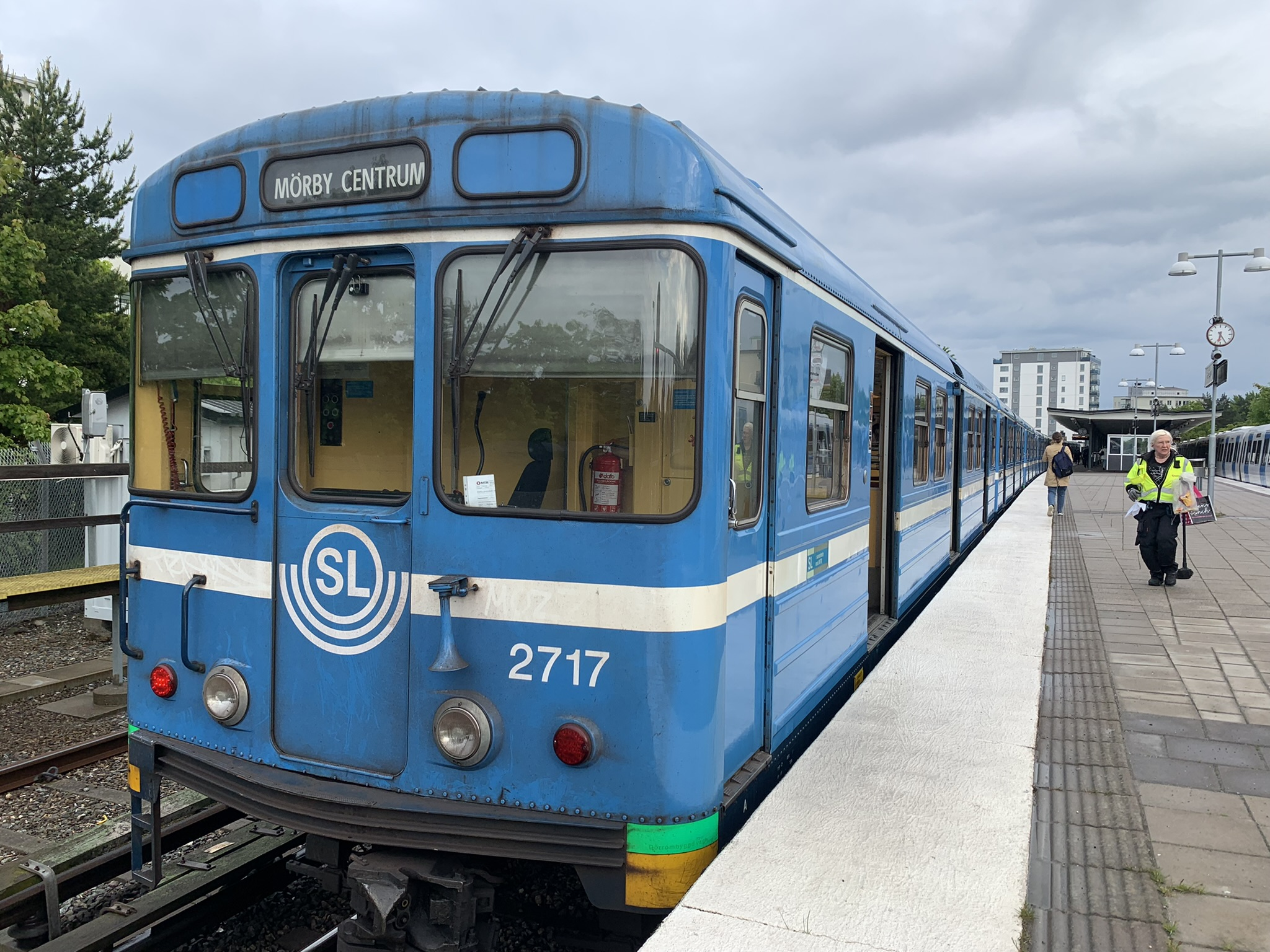
Metrotreinstel van het model C6
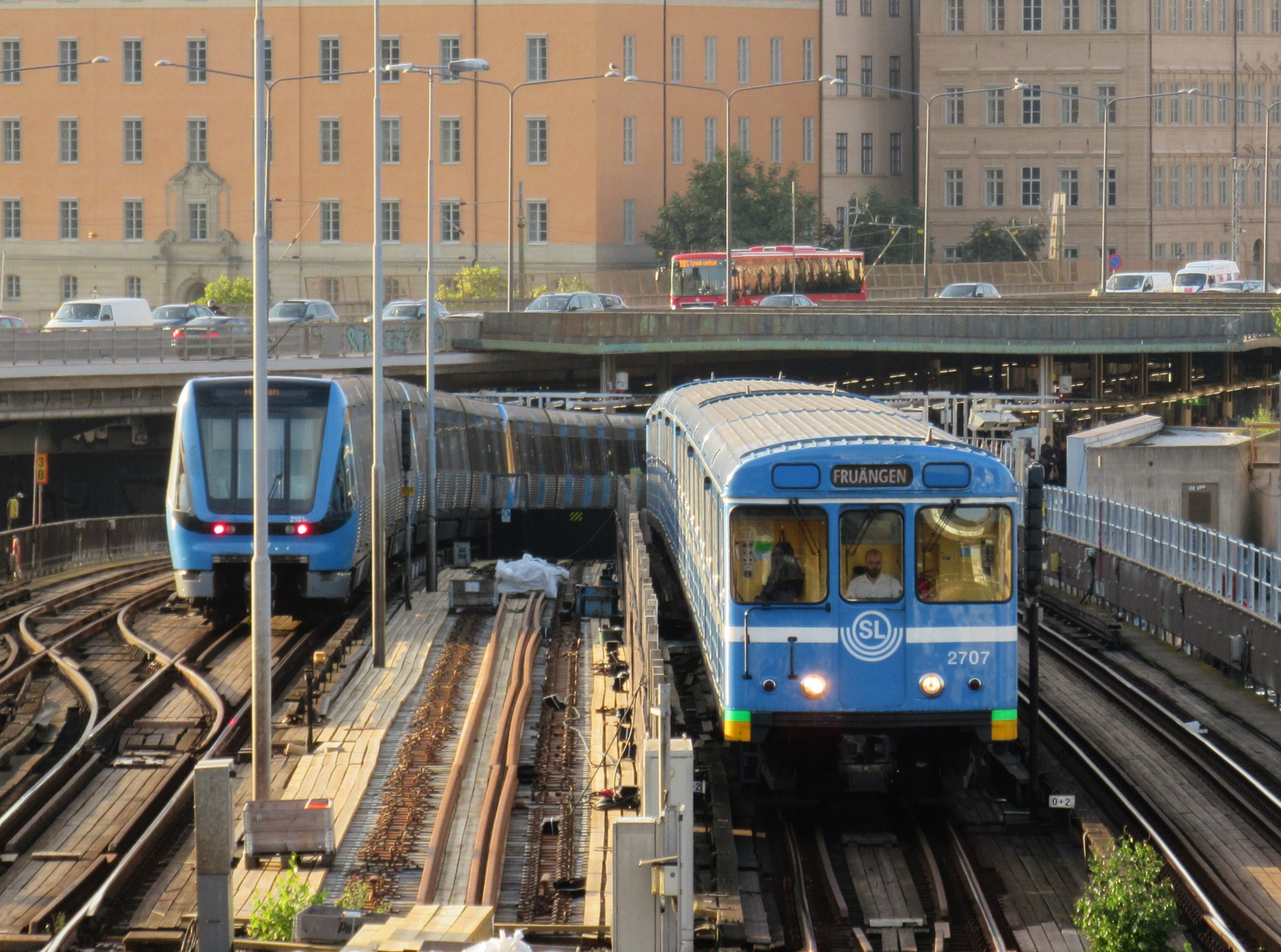
Model C20 met C6
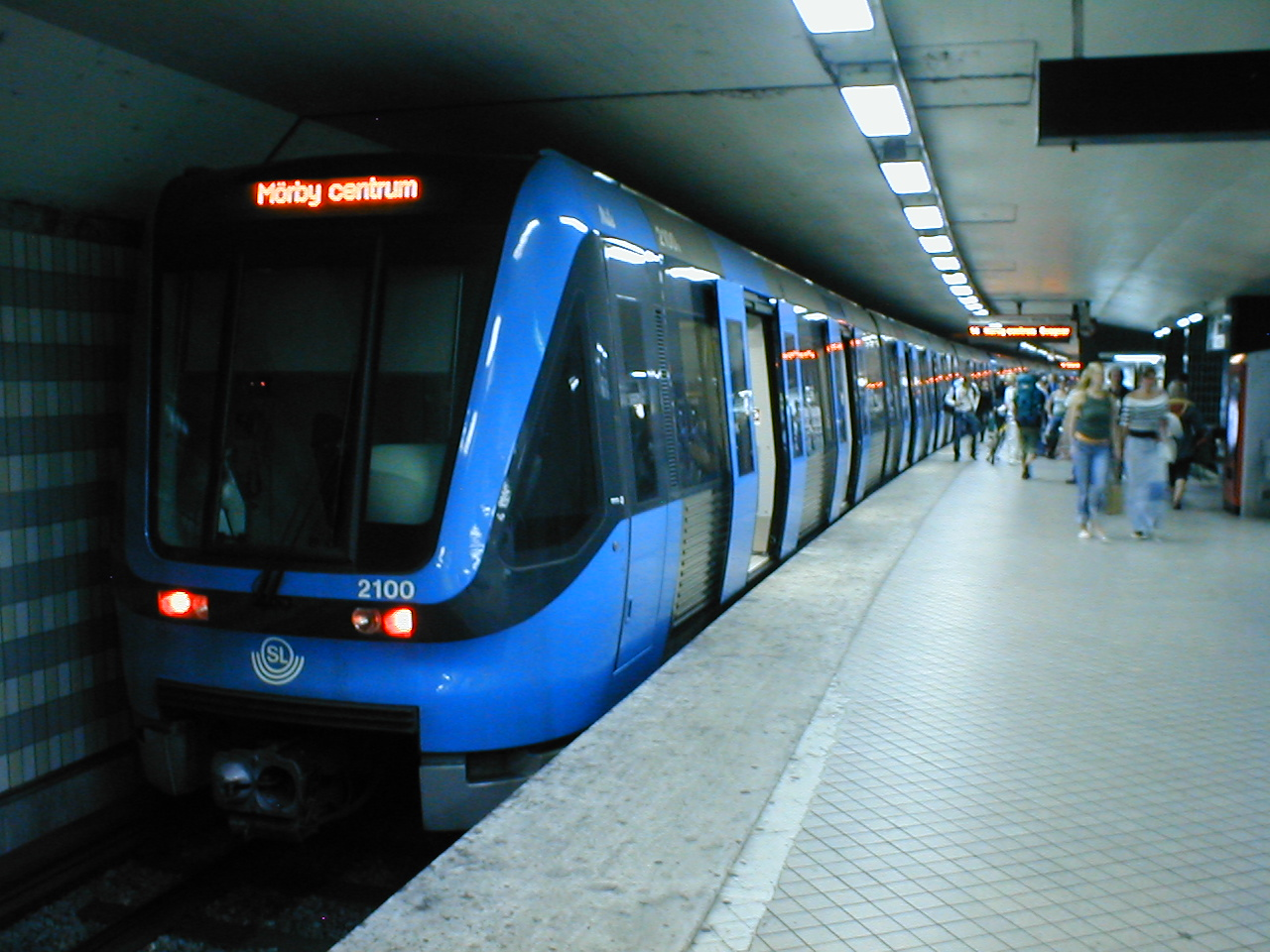
Model C20 ('Vagn 2000')
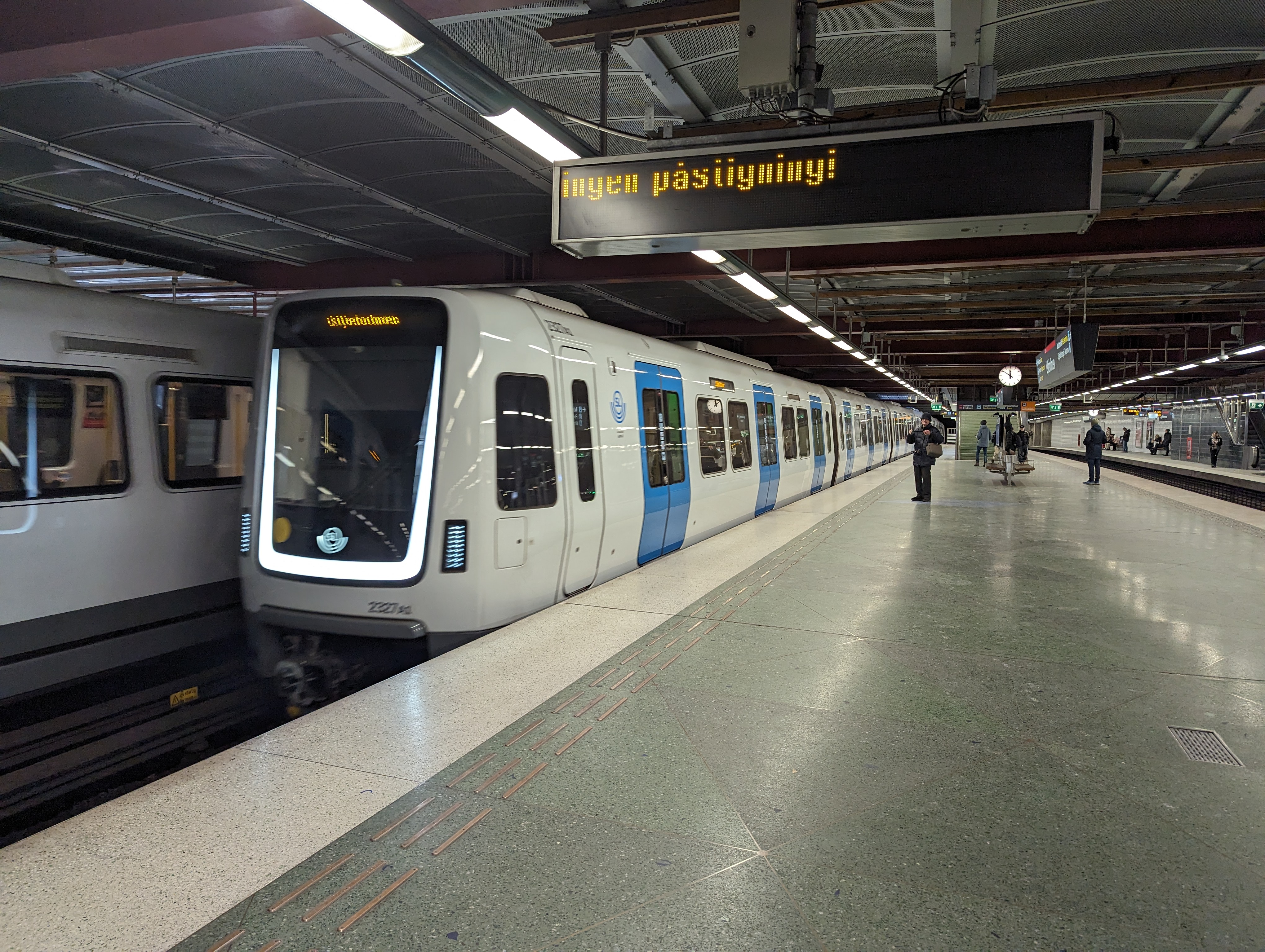
Model C30

## Netwerk
Het metronet bestaat sinds 1994 uit 108 kilometer normaalspoor (waarvan 62 kilometer ondergronds) en telt 100 stations (waarvan 47 ondergronds). De laatste uitbreiding van het net was de verlenging van de groene route naar Skarpnäck in 1994. Dagelijks worden op de groene lijn circa 451.000, op de rode 394.000 en op de blauwe lijn 171.000 mensen vervoerd (2005).
Opmerkelijk is dat de nieuwere metrolijnen ook buiten de binnenstad vaak ondergronds worden aangelegd omdat met de in de regio van Stockholm aanwezige rotsgrond dit relatief goedkoop te realiseren is en omdat dit diverse onteigeningsprocedures, planschadevergoedingen alsmede viaducten, afrasteringen etc. overbodig maakt.

### Lijnen
Het netwerk kent drie routes die elk één of meerdere lijnen hebben. In het centrum bedienen de lijnen van een route allemaal dezelfde stations, daarbuiten zijn er verschillende eindpunten per lijn, door vertakkingen of doordat een korter deel van de route bediend wordt.
- De Groene Route (Gröna Linjen) tussen west en zuid. De lijnen T17, T18 en T19. (sinds 1950)
- De Rode Route (Röda Linjen) tussen noordoost en zuiwest. De lijnen T13 en T14. (sinds 1964)
- De Blauwe Route (Blå Linjen) tussen noord en zuidoost. De lijnen T10 en T11. (sinds 1975)

|  |

| Blauw | T10 | Kungsträdgården – T-Centralen – Rådhuset – Fridhemsplan – Stadshagen – Västra skogen – Huvudsta – Vreten – Sundbybergs centrum – Duvbo – Rissne – Rinkeby – Tensta – Hjulsta |
| Blauw | T11 | Kungsträdgården – T-Centralen – Rådhuset – Fridhemsplan – Stadshagen – Västra skogen – Solna centrum – Näckrosen – Hallonbergen – Kista – Husby – Akalla |
| Rood  | T13 | Norsborg – Hallunda – Alby – Fittja – Masmo – Vårby gård – Vårberg – Skärholmen – Sätra – Bredäng – Mälarhöjden – Axelsberg – Örnsberg – Aspudden – Liljeholmen – Hornstull – Zinkensdamm – Mariatorget – Slussen – Gamla Stan – T-Centralen – Östermalmstorg – Karlaplan – Gärdet – Ropsten |
| Rood  | T14 | Fruängen – Västertorp – Hägerstensåsen – Telefonplan – Midsommarkransen – Liljeholmen – Hornstull – Zinkensdamm – Mariatorget – Slussen – Gamla Stan – T-Centralen – Östermalmstorg – Stadion – Tekniska högskolan – Universitet – Bergshamra – Danderyds sjukhus – Mörby centrum |
| Groen | T17 | Åkeshov – Brommaplan – Abrahamsberg – Stora Mossen – Alvik – Kristineberg – Thorildsplan – Fridhemsplan – S:t Eriksplan – Odenplan – Rådmansgatan – Hötorget – T-Centralen – Gamla Stan – Slussen – Medborgarplatsen – Skanstull – Gullmarsplan – Skärmarbrink – Hammarbyhöjden – Björkhagen – Kärrtorp – Bagarmossen – Skarpnäck |
| Groen | T18 | Alvik – Kristineberg – Thorildsplan – Fridhemsplan – S:t Eriksplan – Odenplan – Rådmansgatan – Hötorget – T-Centralen – Gamla Stan – Slussen – Medborgarplatsen – Skanstull – Gullmarsplan – Skärmarbrink – Blåsut – Sandsborg – Skogskyrkogården – Tallkrogen – Gubbängen – Hökarängen – Farsta – Farsta strand |
| Groen | T19 | Hässelby Strand – Hässelby Gård – Johannelund – Vällingby – Råcksta – Blackeberg – Islandstorget – Ängbyplan – Åkeshov – Brommaplan – Abrahamsberg – Stora Mossen – Alvik – Kristineberg – Thorildsplan – Fridhemsplan – S:t Eriksplan – Odenplan – Rådmansgatan – Hötorget – T-Centralen – Gamla Stan – Slussen – Medborgarplatsen – Skanstull – Gullmarsplan – Globen – Enskede gård – Sockenplan – Svedmyra – Stureby – Bandhagen – Högdalen – Rågsved – Hagsätra |

## Toekomst
In 2013 is besloten om het metronetwerk aanzienlijk uit te breiden. Dit plan bevat een combinatie van diverse uitbreidingen van het metronetwerk met het bouwen van 130.000 nieuwe woningen in de regio. Er komt in totaal 30 km nieuw tracé, alles geheel ondergronds, met 18 nieuwe stations. Als dit uitbreidingsproject is voltooid zal het net 116 stations kennen omdat 2 bestaande stations worden gesloten. De uitvoering van de uitbreidingen van de Groene route en de Blauwe route zijn in volle gang en zij zullen in 2028 c.q. 2030 open gaan. De plannen voor de geheel nieuwe Gele route verkeren in een gevorderd planningsstadium.

### Groene route
Er komt een nieuwe tak van de Groene route vanaf station Odenplan. Op dit traject worden drie stations gebouwd:
- Hagastaden, bij het universiteitsziekenhuis Karolinska sjukhuset.
- Södra Hagalund.
- Arenastaden, bij het nieuwe nationale voetbalstadion "Friends Arena".

Dit deeltraject vanuit het centrum naar het noorden zal in 2028 worden geopend.

### Blauwe route
Verder zal de lang bediscussieerde verlenging van de blauwe route vanaf Kungsträdgården onder het water van Saltsjön door naar Nacka Centrum alsnog worden gebouwd als oplossing voor de vervoersproblematiek van de zuidoostelijke voorsteden. Aan de zuidkant van de Saltsjön zal na het nieuw te bouwen station Sofia een splitsing komen in een westtak naar Gullmarsplan en een oosttak, met vier stations, naar Nacka Centrum. Vanwege de geologische omstandigheden zal deze lijn onder Södermalm erg diep onder het maaiveld komen te liggen. Onder de Saltsjön bevindt zich een 70 meter diepe trog met sediment en een geboorde tunnel zal daar onder door moeten. Station Sofia bij de Sofia kyrka komt op 70 meter onder zeeniveau terwijl de straat zich hier op 30 meter boven zee bevindt. Hierdoor wordt dit station, 100 meter onder de grond, het diepst gelegen metrostation in Stockholm. Dit station zal daarom geen roltrappen krijgen maar zal alleen via liften te bereiken zijn. Opening van deze tak is gepland voor het jaar 2030.
De blauwe route zal in het noordwesten ook worden verlengd vanaf Akalla via de in uitvoering zijnde wijk Barkarbystaden naar Barkarby station. Barkarby wordt hiermee een openbaar vervoerhub met overstap op regionale treinen. Dit moet in 2027 gereed zijn.
De bestaande zuidwesttak van de groene route richting Hagsätra zal na voltooiing van de tak naar Gullmarsplan aan de blauwe route worden toebedeeld. Hiervoor komt bij Gullmarsplan een ondergronds perron en onder het voormalig slachthuisterrein komt een nieuw ondergronds station genaamd Slakthusområdet. Deze tunnel zal iets ten noorden van Sockenplan op het bestaande tracé aansluiten, waarmee de stations Globen en Enskede gård zullen vervallen.

### Gele route

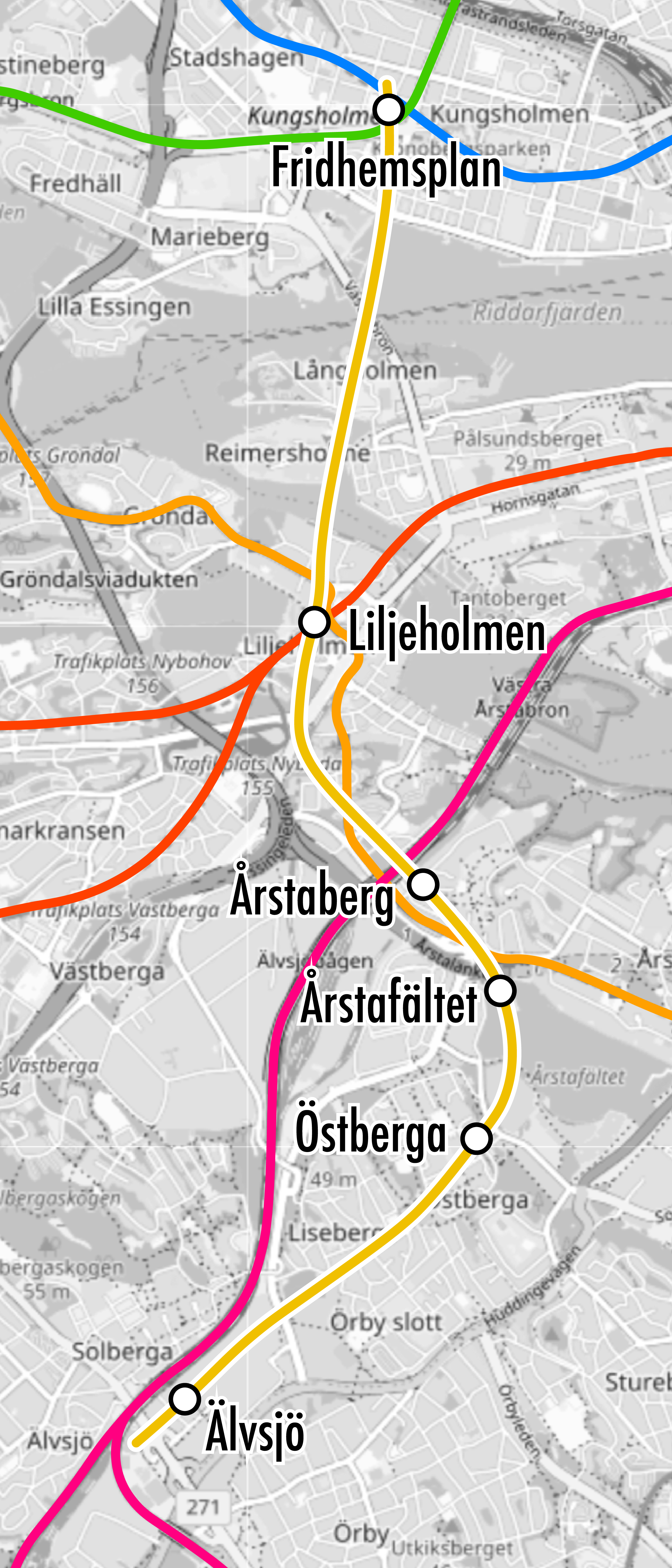
Het plan voor de nieuwe Gele route.

In het plan is ook een geheel nieuwe route opgenomen, De Gele Route (Gula Linjen), als noord-zuid dwarsverbinding ten westen van het centrum. Deze route zal lopen tussen Fridhemsplan in het noorden en Älvsjö in het zuiden. Dit project zal niet voor 2034 gereed zijn. De lijn krijgt de volgende stations en zal geheel onder de grond worden aangelegd:
- Fridhemsplan, met nieuwe perrons onder de huidige Blauwe en Groene route.
- Liljeholmen, eveneens nieuwe ondergrondse perrons met overstapmogelijkheid naar de Rode route.
- Årstaberg.
- Årstafältet.
- Östbergahöjden.
- Älvsjö, met overstap op regionale treinen.

Besloten is om deze lijn volgens een nieuw concept uit te voeren, vergelijkbaar met de Metro van Kopenhagen. Er zullen dus zelfrijdende treinen komen en de perrons worden dan korter (ca. 70 meter) dan in de rest van het systeem (145-160 meter). Er wordt daarom ook speciaal hiervoor een nieuw depot gebouwd bij Älvsjö en het rijdend materieel kan dan ook niet worden uitgewisseld met de andere lijnen.

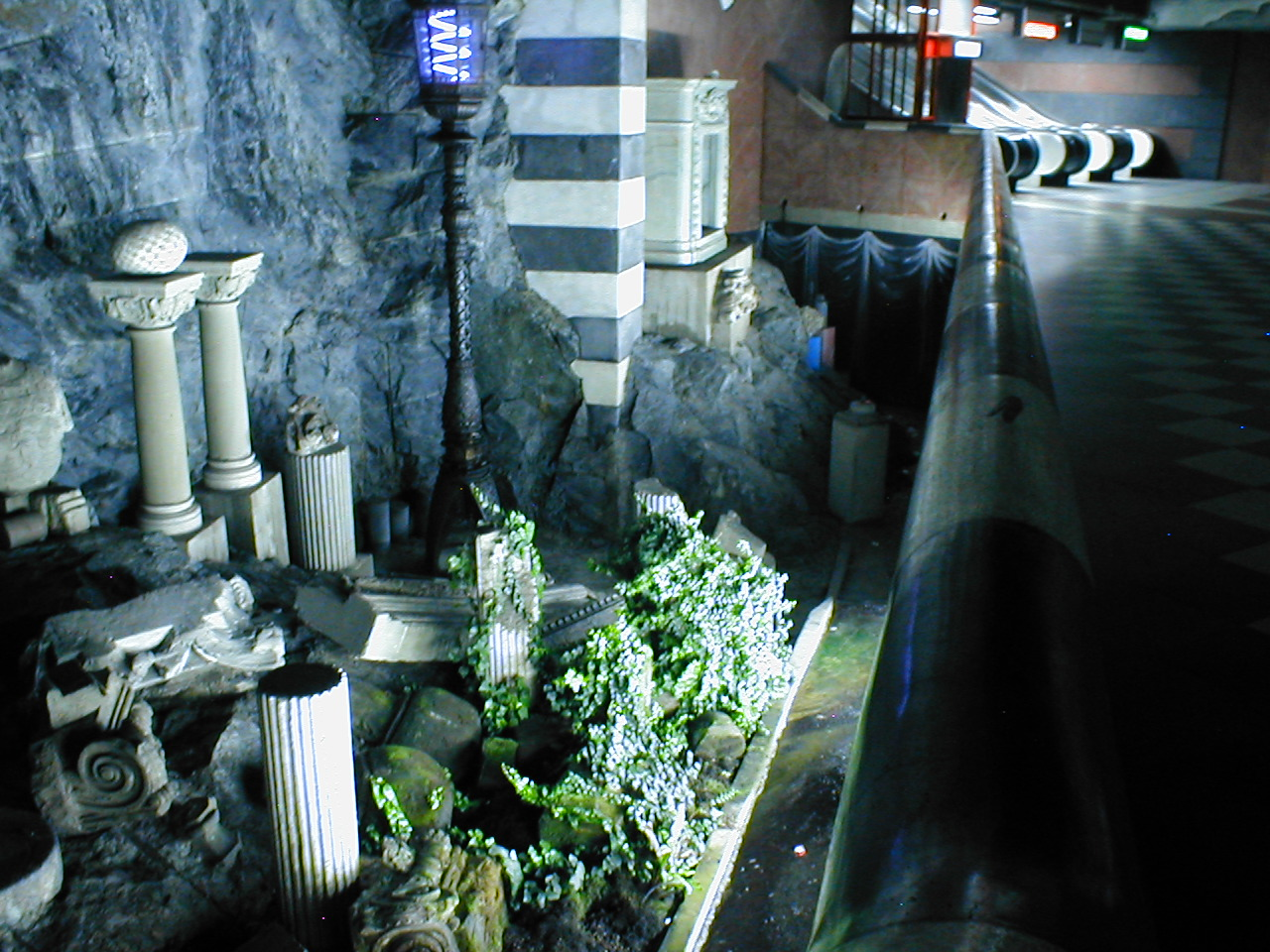
Kunst in metrostation Kungsträdgården

## Trivia
- Veel metrostations zijn uitbundig voorzien van kunst en daarom heeft de Stockholmse metro de bijnaam "'s werelds langste kunstgalerie".
- In de metro van Stockholm werd in 1995 voor het eerst in de wereld de gratis krant Metro verspreid.